# Duncan D. Hunter
Duncan Duane Hunter (San Diego, 7 dicembre 1976) è un politico e militare statunitense, membro della Camera dei Rappresentanti per lo stato della California dal 2009 al 2020.

## Biografia
Figlio del deputato repubblicano Duncan Hunter, si arruolò nei Marine in seguito all'11 settembre. Dopo aver combattuto in Iraq e in Afghanistan, Hunter fu congedato con onore nel 2007 con il grado di capitano.
Nel 2008 suo padre decise di ritirarsi dalla politica dopo ventotto anni da deputato al Congresso e così Hunter si candidò per il suo seggio, venendo eletto. Fu poi riconfermato anche negli anni successivi, finché nel 2020 annunciò il proprio ritiro.
Come suo padre, Duncan Hunter ha un'ideologia pressoché conservatrice.
Sposato con Margaret, ha avuto da lei tre figli.